# Mount Ashland Ski Area

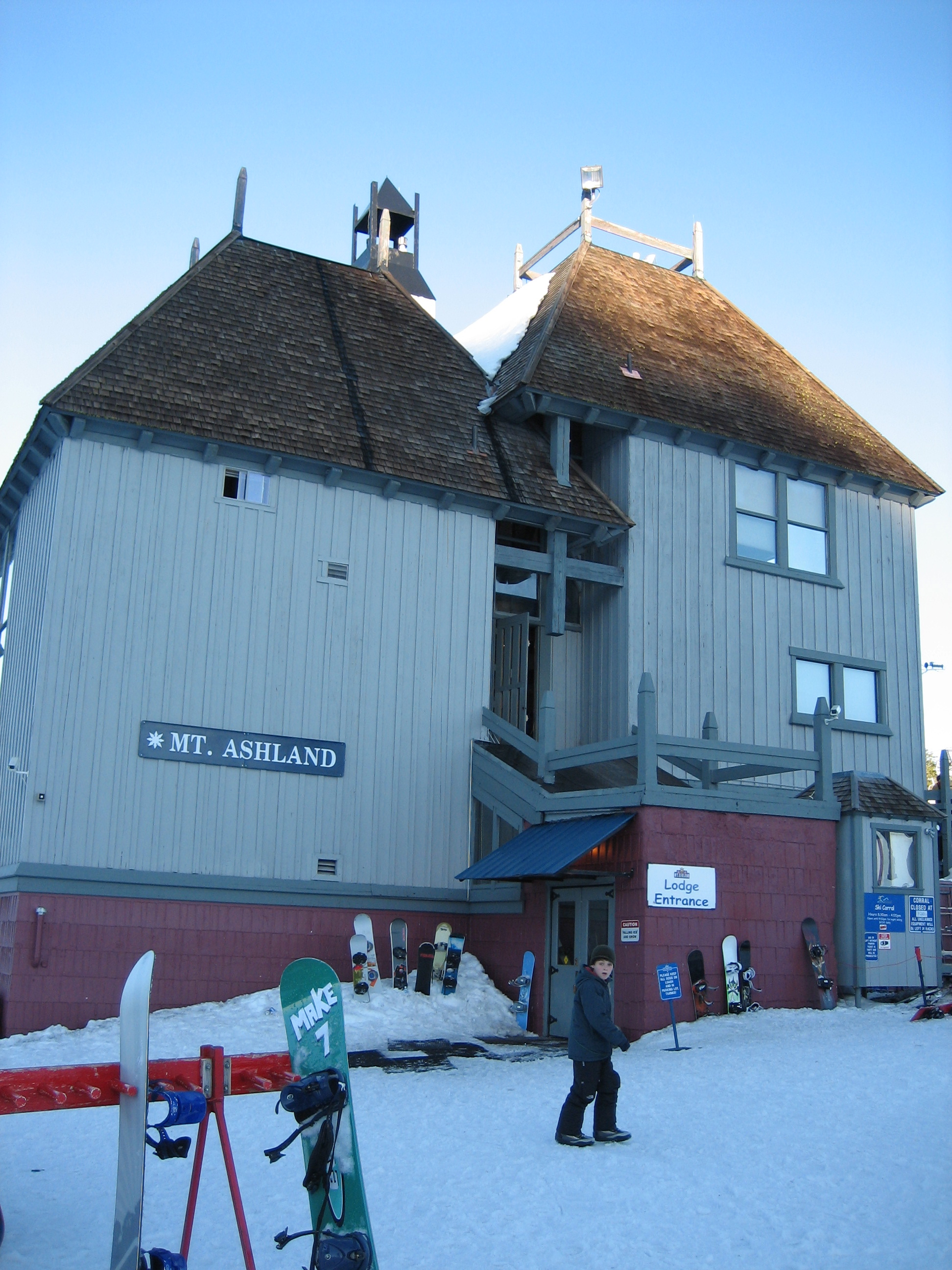
Mount Ashland Lodge.

La station de sports d'hiver de Mount Ashland (Mount Ashland ski area) est localisée dans l’État de l’Oregon à l’ouest des États-Unis. La station est logée sur le mont Ashland (2296 m) au sein de la région montagneuse de la chaine des Cascades. Le domaine skiable s’étend sur près de 800 hectares et dispose de quatre remontées mécaniques pour un nombre de 23 pistes. L’altitude du domaine varie de 1935 m à 2285 m. La saison de ski débute en décembre et se termine à la mi-avril grâce aux chutes de neige atteignant 7,6 m par an.

## Histoire
Dès les années 1950, la région est un endroit apprécié pour le ski de fond par les habitants de la région. Un hôtel et une remontée furent construits en 1963. L’hôtel est géré dans les années 1970 par la Southern Oregon University avant d’être rachetée par l’homme d’affaires Dick Hicks en 1977. En 1983, la station est revendue à la société Harbor Properties qui possédait déjà la Stevens Pass Ski Area. Deux nouvelles remontées sont construites et de l’éclairage est placé pour le ski de nuit. En 1991, la cité d’Ashland rachète la station en vue de préserver le milieu naturel environnant et en particulier la qualité de l’eau.